# بوجوريبا
بوجوريبا هي ولاية من ضمن الولايات الخمس وأربعون في بوركينا فاسو، وتقع في منطقة الجنوب الغربي من بوركينا فاسو، بلغ عدد سكان بوغوريبة 153,606 نسمة عام 2019، عاصمتها ديبوجو، وتقع محمية بونتيولي فيها. ومساحتها 2820 كم².

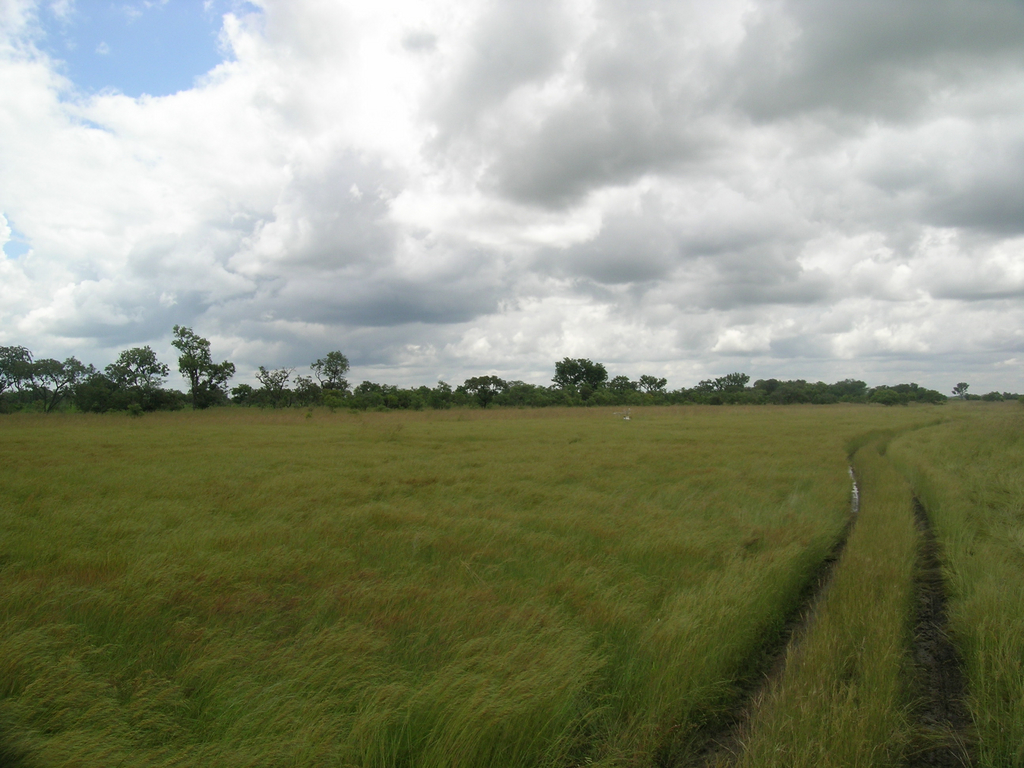
محمية بونتيولي